# 冯华君
冯华君（1981年10月—2012年12月23日），广东韶关人，FIT中文输入法作者、广州新点科技联合创始人。
冯华君2004年毕业于华南理工大学工商管理学院。他曾任职于苹果、百度等公司，从事技术开发工作。2006年，他基于个人兴趣开发了苹果Mac OS上的中文输入法“FIT”。2008年创立顺科软件公司，又开发了iOS中文输入法“WeFIT”。2010年公司更名为新点科技，此后开发了包括“FIT写字板”、“FIT便签”、“FIT随享”微博客户端、“云笔记”等在内的一系列产品。2012年他因鼻咽癌病逝，终年31岁。